# Jorge Massena
Jorge Omar Massena (Posadas, Provincia de Misiones, 14 de febrero de 1990). Es un futbolista argentino. Es defensor (marcador central) y juega en Racing de Córdoba. Durante la temporada 2013-2014 hizo un paso por el club Guillermo Brown de Puerto Madryn.

## Clubes
| Club               | País      | Año           |
| ------------------ | --------- | ------------- |
| Talleres (Córdoba) | Argentina | 2010-2013     |
| Guillermo Brown    | Argentina | 2013-2014     |
| Racing (Córdoba)   | Argentina | 2014-presente |